# Flughafen Minangkabau (Padang)

i8
i11
i13
Der internationale Flughafen Minangkabau (indonesisch Bandara Internasional Minangkabau, IATA-Code: PDG, ICAO-Code: WIPT) ist der Flughafen von Padang, der Hauptstadt der Provinz Westsumatra. Er nahm den Betrieb am 22. Juli 2005 auf und ersetzte den stadtnahen Flughafen Padang-Tabing. Der Flughafen wurde nach der lokal ansässigen Ethnie Minangkabau benannt. Außerdem ist die Architektur des Fluggastgebäudes an den Stil der Minangkabau-Häuser angelehnt.

## Flughafengelände

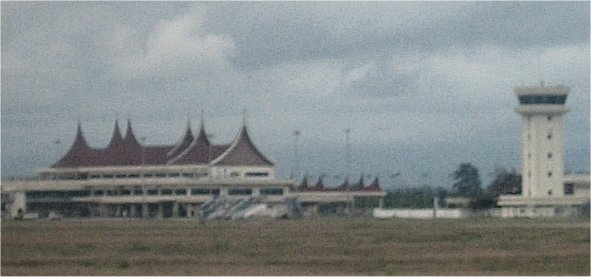
Passagierabfertigungsgebäude auf dem Flughafen von Padang

Die einzige Start- und Landebahn verläuft in Nord-Süd-Richtung und etwa 500 m parallel zur Küste. Das Hauptvorfeld, ein einen Kilometer langer Rollweg und das Abfertigungsgebäude befinden sich östlich der Piste.
Sowohl Passagiere nationaler als auch internationaler Flüge werden räumlich getrennt im einzigen Abfertigungsgebäude abgefertigt. Das Gebäude verfügt über 17 Check-in-Schaltern und fünf Gepäckausgabebänder. Die Passagiere können die Flugzeuge über zwei Fluggastbrücken besteigen.
Auf dem 40.000 m² großen Vorfeld können sechs bis sieben Flugzeuge bis zur Größe einer Boeing 737 oder vier der Größe Airbus A330 parken. Ein Hangar befindet sich am südlichen Ende des Rollweges.
2016 wurde der 3 Kilometer lange Eisenbahnanschluss vom Flughafen nach Duku an der Bahnstrecke Padang–Pariaman dem Betrieb übergeben.

## Planungen

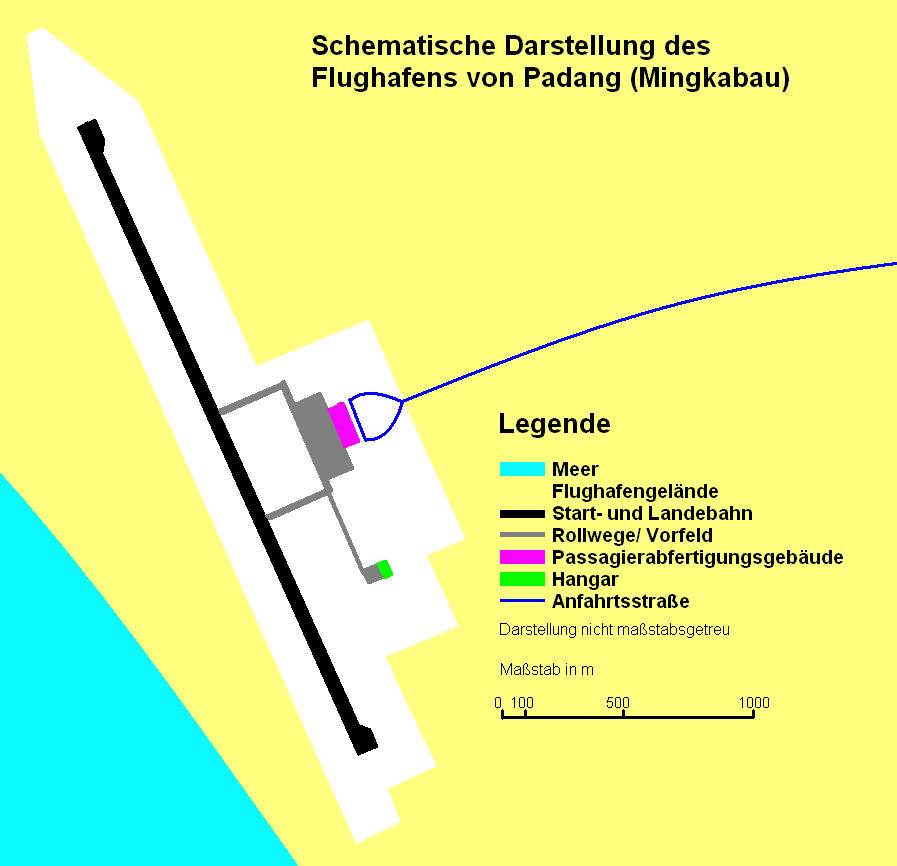
Plan des Flughafengeländes

Es gibt Überlegungen, die Länge der einzigen Start- und Landebahn auf drei Kilometer zu erhöhen, damit auch Flugzeuge der Größe einer Boeing 747 den Flughafen anfliegen können.